# Poiana Ilvei
Poiana Ilvei is een Roemeense gemeente in het district Bistrița-Năsăud.
Poiana Ilvei telt 1620 inwoners.